# لوك فارني
لوك فارني (بالإنجليزية: Luke Varney)‏ (28 سبتمبر 1982 بليستر في المملكة المتحدة - ) هو لاعب كرة قدم بريطاني في مركز الهجوم. لعب مع إيبسويتش تاون وبلاكبيرن روفرز وتشارلتون أثلتيك وديربي كاونتي وشيفيلد وينزداي وليدز يونايتد ونادي بلاكبول ونادي بورتسموث ونادي كرو ألكساندرا وQuorn F.C. ‏.

## وصلات خارجية
- لوك فارني على موقع قاعدة بيانات كرة القدم.إي يو (الإنجليزية)
- لوك فارني على موقع Soccerbase.com (لاعب) (الإنجليزية)
- لوك فارني على موقع Soccerway.com (الإنجليزية)
- لوك فارني على موقع عالم كرة القدم.نت (الإنجليزية)